# Cohors III Ituraeorum
Die Cohors III Ituraeorum [equitata] (deutsch 3. Kohorte aus Ituräa [teilberitten]) war eine römische Auxiliareinheit. Sie ist durch Militärdiplome, Inschriften und Papyri belegt.

## Namensbestandteile
- Cohors: Die Kohorte war eine Infanterieeinheit der Auxiliartruppen in der römischen Armee.

- III: Die römische Zahl steht für die Ordnungszahl die dritte (lateinisch tertia). Daher wird der Name dieser Militäreinheit als Cohors tertia .. ausgesprochen.

- Ituraeorum: aus Ituräa. Die Soldaten der Kohorte wurden bei Aufstellung der Einheit auf dem Gebiet von Ituräa rekrutiert.

- equitata: teilberitten. Die Einheit war ein gemischter Verband aus Infanterie und Kavallerie. Der Zusatz kommt in einer Inschrift[1] vor.

Da es keine Hinweise auf den Namenszusatz milliaria (1000 Mann) gibt, war die Einheit eine Cohors quingenaria equitata. Die Sollstärke der Kohorte lag bei 600 Mann (480 Mann Infanterie und 120 Reiter), bestehend aus 6 Centurien Infanterie mit jeweils 80 Mann sowie 4 Turmae Kavallerie mit jeweils 30 Reitern.

## Geschichte
Die Kohorte war in der Provinz Aegyptus stationiert. Sie ist auf Militärdiplomen für die Jahre 83 bis 206 n. Chr. aufgeführt.
Der erste Nachweis der Einheit in der Provinz Aegyptus beruht auf einem Diplom, das auf 83 datiert ist. In dem Diplom wird die Kohorte als Teil der Truppen (siehe Römische Streitkräfte in Aegyptus) aufgeführt, die in der Provinz stationiert waren. Weitere Diplome, die auf 98/105 bis 206 datiert sind, belegen die Einheit in derselben Provinz.
Der letzte Nachweis der Kohorte beruht auf einem Papyrus, der auf 242/244 datiert wird.

## Standorte
Standorte der Kohorte in Aegyptus waren möglicherweise:
- Luxor: zwei Inschriften[7] wurden hier gefunden.
- Oxyrhynchos: verschiedene Papyri (siehe Oxyrhynchus Papyri) wurden hier gefunden, darunter auch der Papyrus[8] P.Oxy. VII 1022.

## Angehörige der Kohorte
Folgende Angehörige der Kohorte sind bekannt.

### Kommandeure
| - [] Celsianus (P.Oxy. VII 1022) - Αυρελιος Μαθεματικος, ein επαρχος - Gaius Cornelius Lucretianus, ein Präfekt | - C(aius) Oclatius Modestus, ein Präfekt (CIL 9, 1619); er war auch Präfekt der Cohors II Pannoniorum. - Marcus Plotius Faustus, ein Präfekt - Marcus Porcius Marcellus, ein Präfekt |

### Sonstige
| - Arrius Iuli[anus], ein Centurio (AE 1952, 249) - Γαιος Ιουλιος Αμεινναιος, ein στρατιοτος (Soldat) | - Ιουλιος, ein κεντυριας - Ιουλιος Κρισπος, ein τππεος (Reiter) | - Λουκιος, ein Decurio - Λουκιος Λονγινος | - Μαρκος Ανφεστιος Γεμελλος, ein στρατιωτης |

### Papyrus P.Mich. III 164
In dem Papyrus, der auf 242/244 datiert wird, sind zwei Angehörige der Kohorte aufgeführt:
| - []efotes Hierax, ein Decurio | - [A]urelius A[r]pocra[t]ion, ein Centurio |

### Papyrus P.Oxy. VII 1022
In dem Papyrus, der auf 103 datiert ist, sind die folgenden Angehörigen der Kohorte aufgeführt:
| - [] Iulius Secundus, ein Rekrut - Avidius Arrian(), ein Cornicularius | - G. Iulius Maximus, ein Rekrut - G. Iulius Saturninus, ein Rekrut | - G. Longinus Priscus, ein Rekrut - G. Veturius Gemellus, ein Rekrut | - M. Antonius Valens, ein Rekrut |

In dem Brief, der durch einen Meldereiter (singularis) mit Namen Priscus überbracht wurde, befiehlt der Statthalter Ägyptens, Gaius Minicius Italus, dem Kommandeur der Kohorte, Celsianus, dass er sechs namentlich mit Erkennungsmerkmalen aufgeführte Rekruten in die Stammrolle der Einheit aufnimmt (in numeros referri). Die Rekruten waren durch den Statthalter am 19. Februar 103 gemustert worden (tirones probatos a me) und mit diesem Datum sollte auch der Eintrag in die Stammrolle erfolgen. Der Brief ging am 24. Februar 103 ein und wurde durch Avidius Arrian, den Cornicularius der Einheit entgegengenommen und danach im Regimentsarchiv (tabularium) archiviert.